# Edmund Gutbier

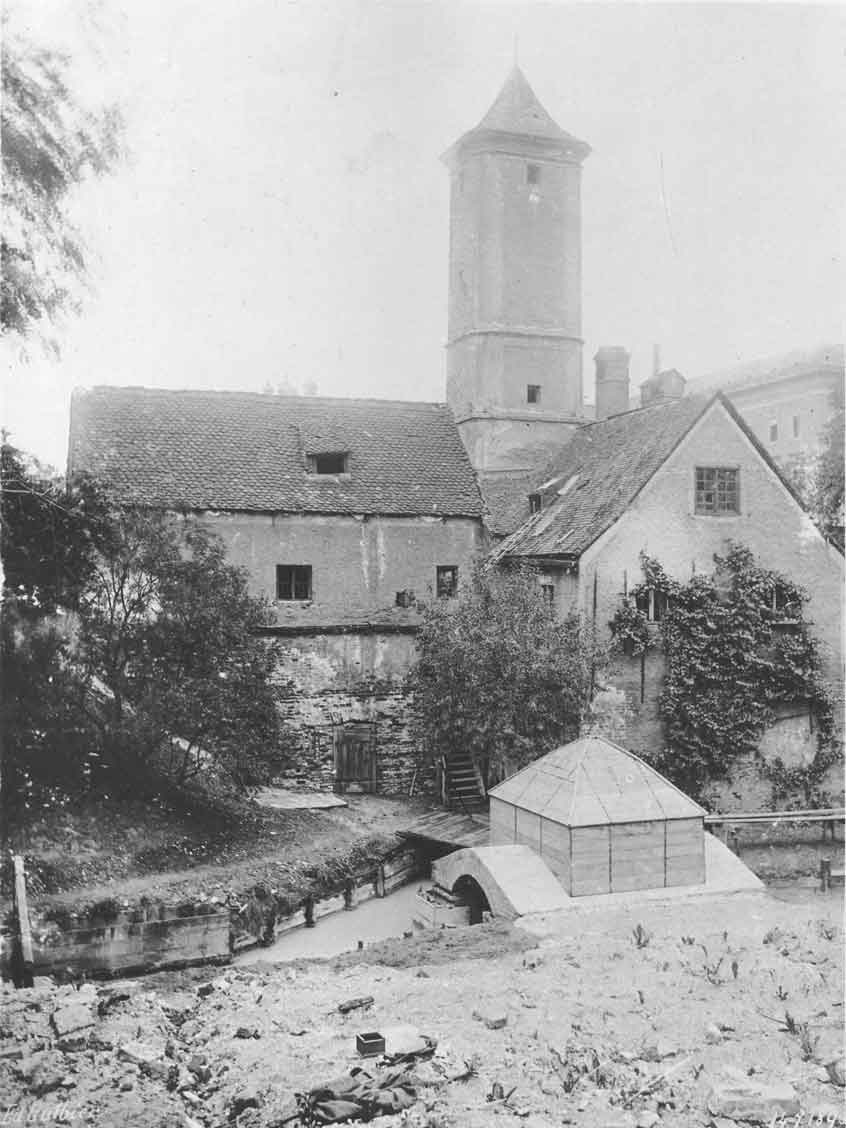
Das Brunnhaus beim Karlstor in München, Edmund Gutbier, 1893

Edmund Gustav Adolf Gutbier (* 10. April 1834, vermutlich in Trogen AR), meist kurz Edmund Gutbier genannt, war ein Schweizer Maler und Fotograf.

## Leben
Edmunds Eltern waren Adolph Anton Robert Gutbier v. Pferdingsleben (* 1800), Vorsteher der Kantonsschule Trogen, und seine Frau Friederike (* 1809). Im Alter von 17 Jahren wurde Edmund 1851 in der Akademie der Bildenden Künste München im Fach Malerei immatrikuliert.
Vermutlich 1878, spätestens 1880, trat Edmund Gutbier in Rosenheim in das 1866 gegründete Fotoatelier des Julius Liesack in der Heilig-Geist-Gasse 228 (heute Stollstraße 8) ein. Obwohl er anscheinend bei Liesack angestellt war, besaß er eine gewisse Selbständigkeit und konnte auch eigene Fotografen anstellen, z. B. den später in Würzburg tätigen Eduard Gerrold.
1882 zog Edmund Gutbier nach München um.